# Bolesław Jałowiecki
Bolesław Jałowiecki (ur. 10 sierpnia 1846 w Syłgudyszkach, zm. 10 lipca 1918 w Piotrogrodzie) – inżynier, budowniczy kolei i przemysłowiec w Rosji, poseł do rosyjskiej Dumy Państwowej.

## Życie
Urodził się w rodzinie ziemiańskiej, jako syn Antoniego (1819–1894), powstańca styczniowego, i Anny z Burych (1829–1888). Ukończył gimnazjum w Wilnie (1861) i Mikołajewską Szkołę Inżynieryjną (1865). Następnie studiował w wojskowej Mikołajewskiej Akademii Inżynieryjnej, gdzie odbył staże w Czechach i Austrii i w 1870 kończąc ją z wyróżnieniem otrzymał tytuł inżyniera wojskowego. Służbę wojskową odbywał w Głównym Zarządzie Inżynierii (1870–1871), a następnie w Petersburskim Inżynieryjnym Zarządzie Fortyfikacyjnym (1872–1874). Jako sztabskapitan w latach 1872–1873 oddelegowany na budowę Kolei Libawo-Romeńskiej (Либаво-Роменская железная дорога), następnie w Petersburgu kierował budową nadbrzeża Admiralicji. W 1875 awansowany na kapitana uczestniczył do 1878 budowie Kolei Władykaukaskiej (Владикавказская железная дорога). Jednocześnie zajmował się od strony teoretycznej problematyką gospodarki cieplnej i trakcyjnej, opublikował w tym zakresie m.in. dwutomową pracę Вода, топливо и паровозные котлы, Sankt Petersburg 1878–1879.
W 1885 zrezygnował ze służby wojskowej i rozpoczął pracę w Ministerstwie Komunikacji najpierw jako radca kolegialny, a następnie radca stanu. W latach 1886–1901 dyrektor zakładów Aleksandrowskich Kolei Mikołajewskiej w Petersburgu. Zajmował się wówczas projektowaniem i budową taboru kolejowego, m.in. wagonów sypialnych. Za kierownictwa Jałowieckiego zakłady Aleksandrowskie zostały zmodernizowane, stając się jednymi z najnowocześniejszych i największych warsztatów kolejowych w cesarstwie rosyjskim. Największe uznanie oraz pieniądze przyniosły mu jednak działania na rzecz rozwoju kolei wąskotorowych w Rosji. Był od 1893 założycielem, głównym współudziałowcem, dyrektorem a później także prezesem zarządu Pierwszego Towarzystwa Kolei Podjazdowych w Rosji [Первое общество подъездных железных путей России] (PTKPwR). Firma pod jego kierownictwem bardzo dynamicznie się rozwijała, jej kapitał wzrósł z 3 mln rubli do 27 mln rubli w 1913 roku. PTKPwR prowadziło budowę i eksploatację prywatnych kolei wąskotorowych, a także produkcję i sprzedaż taboru oraz urządzeń kolejowych. W 1913 r. eksploatowało już sieć długości 1149 wiorst, co stanowiło połowę długości wszystkich rosyjskich linii wąskotorowych użytku publicznego. Zajmowało się również budową wąskotorowych kolei przemysłowych, leśnych i torfowych. Sam Jałowiecki nazywany był potocznie „królem kolei wąskotorowych”, a swój kapitał inwestował w majątki ziemskie w gub. połtawskiej i wołogodzkiej. Był również współzałożycielem, członkiem zarządu, a później dyrektorem Rosyjsko-Belgijskiego Towarzystwa Metalurgicznego, posiadającego zakłady hutnicze i kopalnie na Ukrainie. W latach 1904–1913 Jałowiecki należał też do zarządu Towarzystwa Akcyjnego Zakładów Budowy Wagonów „Dwigatiel” w Rewlu (późniejszy Tallin). W 1915 r. otrzymał tytuł rzeczywistego radcy stanu,
Politycznie był zwolennikiem litewskich demokratów tzw. „krajowców”. W 1906 był posłem z gub. wileńskiej do I Dumy Państwowej, w której był członkiem Komisji Finansowej. Wchodził także wówczas do Koła Kresowego. Starał się o autonomię Polski w ramach Imperium Rosyjskiego z oddzielnym prawodawstwem i parlamentem. Czynnie uczestniczył w życiu polskiej kolonii w Petersburgu. Był członkiem zarządu, a od 1898 członkiem honorowym Rzymsko-Katolickiego Towarzystwa Dobroczynności przy kościele św. Katarzyny w Petersburgu. Po wybuchu I wojny światowej do komitetu Polskiego Towarzystwa Pomocy Ofiarom Wojny. Od 1915 r. kierował komisja sanitarno-żywnościową przy Komitecie Głównym PTPOW której zadaniem było zakładanie punktów sanitarno-żywieniowych głównie na stacjach kolejowych oraz w dużych skupiskach uchodźców. W 1917 r. był jednym z założycieli Koła Inżynierów i Techników Polskich, zaś w 1918 Polskiego Towarzystwa Naukowo-Technicznego. Po rewolucji lutowej brał udział w pracach Komisji Likwidacyjnej do spraw Królestwa Polskiego. Należał 3 października 1917 do grona założycieli Stronnictwa Zachowawczo-Narodowego krytykującego politykę narodowej demokracji. Podczas rewolucji październikowej członek Polskiej Rady Bezpieczeństwa w Piotrogrodzie. Umarł na tyfus 10 lipca 1918 r.

### Stosunki rodzinne
Ożenił się w 1870 z Anielą z Witkiewiczów (1854–1918), córką zesłanego do Tobolska Ignacego (1814 lub 1817–1868) i Elwiry z Szemiotów (1822–1995), a siostrą Stanisława Witkiewicza (1851–1915). Mieli dzieci: syna Mieczysława (1876–1962), oraz córki: Jadwigę (1875–1951), zamężną z Władysławem Żukowskim (1868–1916) i Anielę (ur. 1880), żonę Tadeusza Beliny (1886–1958).

### Odznaczenia
Był odznaczony: Orderem św. Anny III klasy (1883), Orderem św. Stanisława II klasy (1890).